# Зяблик
Зя́блик (лат. Fringílla coélebs) — певчая птица семейства вьюрковых. Размер — 14—18 см. Ярко выражен половой диморфизм. Ареал — Северная Африка, Евразия. Широко распространённый, отчасти синантропный вид; один из наиболее многочисленных в России. Преимущественно зерноядная птица; птенцов выкармливает насекомыми. 

## Описание
Зяблик размером с воробья, длина тела составляет 14—18 см. Размах крыльев — 24—29 см. Масса тела зяблика составляет 16—30 граммов. Окраска оперения у самца яркая (особенно весной): голова синевато-серая, спина коричневатая с зелёным, зоб и грудь буровато-красные, на крыльях — большие белые пятна; окраска самки более тусклая. В дикой природе зяблик живёт в среднем 2 года, в неволе продолжительность жизни составляет до 12 лет.

### Половой диморфизм

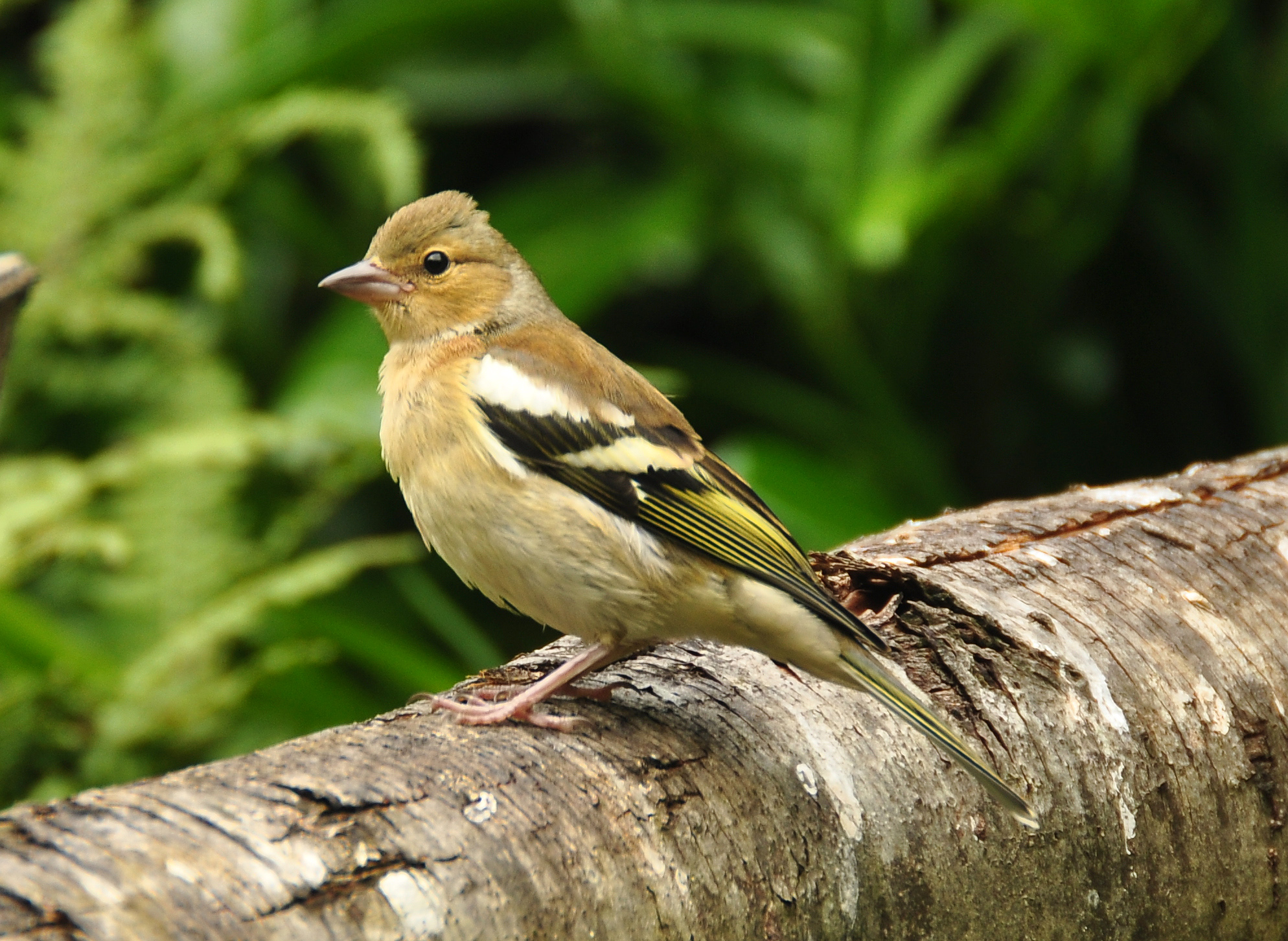
Самка

Половой диморфизм выражен достаточно ярко, прежде всего в окрасе. У самца коричневатые грудь, горло и щеки, голубовато-серая шапочка на голове, серо-бурая спинка с зеленоватым надхвостьем и темно-бурые крылья и хвост. На крыльях яркая белая полоска, лоб чёрный, клюв голубоватый, типичной для вьюрковых птиц конусообразной формы. Самка отличается общим буро-серым тоном (буро-серая грудь и бледно-коричневатая спинка) без резкой смены цветов на голове (вся голова коричневато-бурая). Птенцы такие же, но со светлым пятном на затылке.

## Распространение
Распространён в Европе, Западной Азии и Северной Африке; расселяется на Востоке. Одна из самых многочисленных птиц в России. Обитает в лесах и парках всех типов, часто у самого жилья человека.

## Места обитания
Зяблик обитает в различных лесных ландшафтах: хвойных, широколиственных, искусственных насаждениях, отдаёт предпочтение негустым зрелым и прохладным лесам. Обычен в субальпийских лиственных насаждениях, в садах, огородах, сельской местности и городских парках.

## Зимовка
Часть птиц зимует в Центральной Европе, остальные улетают на юг (главным образом в Средиземноморье). Зяблик зимует и в Предкавказье: в предгорных лесах и отчасти в городах. Зяблики из регионов Урала и Западной Сибири зимуют на юге Казахстана и в Средней Азии — преимущественно в населённых пунктах и по тугайным зарослям вдоль рек и озёр.

## Питание
Питается семенами и зелёными частями растений, летом также вредными насекомыми и другими беспозвоночными, которыми выкармливает и птенцов.

## Размножение
Зяблики прилетают в начале апреля. Гнездование и кладку начинают в начале мая. Насиживание и время выкармливания в гнезде — две недели. Вылет молодых птиц — в июне. Зяблики могут делать две кладки за сезон. Второе выведение — с июня по август. Отлёт — с сентября до середины октября.
Часто зяблики полигамны — оплодотворив одну самку, самец может спариваться и с другой. Хотя в заботе о птенцах большее участие принимают самки, самцы также участвуют в выкармливании (даже если птенцы — потомство другого самца), охраняют территорию, предупреждают о присутствии хищника (тревожный позыв или звук «хьют-хьют»).

### Особенности кладки

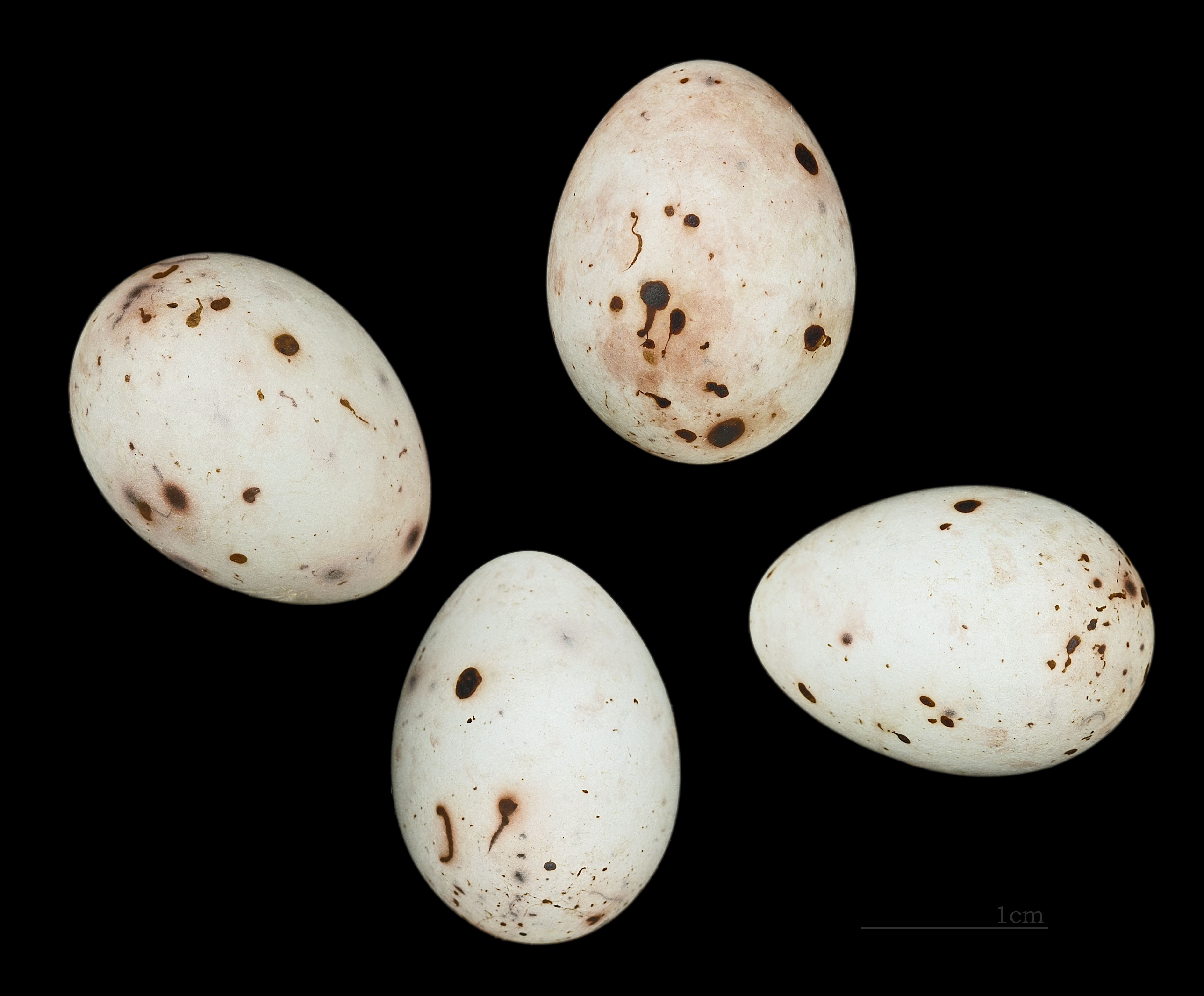
Fringilla coelebs

Кладка состоит из 4—7 яиц, окрашенных в бледный голубовато-зелёный или красновато-зелёный цвет с розовато-фиолетовыми пятнами. Размеры яиц: (17—23) × (13—15) мм.

### Места гнездования
Зяблик гнездится в разных лесах, садах и парках. Явное предпочтение отдаёт негустым ельникам и участкам смешанного леса, а также сухим светлым сосновым борам, особенно если поблизости имеются группки лиственных деревьев и кустарников. Глухих заросших мест избегает, так как за кормом часто спускается на землю.

### Месторасположение гнезда

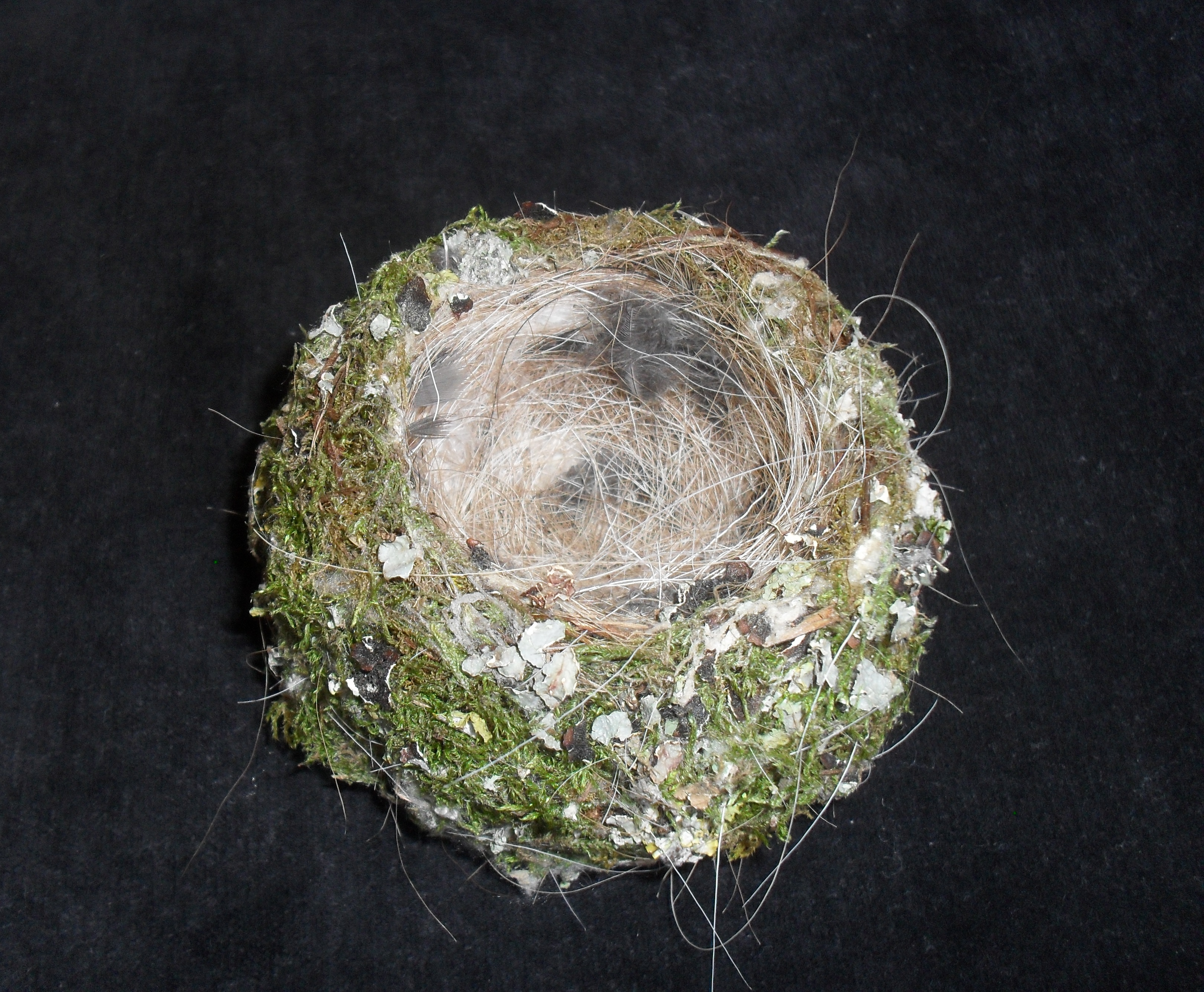
Гнездо зяблика

Гнёзда зябликов обычно располагаются на деревьях различных пород на разной высоте от земли: от 1,5 до 15 м, но чаще на высоте 2—4 м. На лиственных деревьях зяблик помещает гнездо в основании боковой ветви, отходящей от главного ствола; на елях или соснах — обычно на горизонтальной ветке среди хвои в отдалении от ствола, реже вблизи главного ствола.

### Строительный материал гнезда
Построение гнёзд зябликов разнообразно:
1. Травинки и прутики составляют лишь основу стенок и дна, а вся толща сделана из мха.
2. Мха столько же, сколько и травинок с прутиками.
3. Травинки и прутики преобладают.

Снаружи стенки гнезда облицованы лишайниками, берестой, кусочками коры и комочками растительного пуха. Облицовывание гнёзд зябликов разнообразно: в одних гнездах преобладают кусочки лишайника, в других — бересты, в третьих — и того, и другого может быть поровну. В разной степени присутствует и растительный пух, но всегда его меньше, чем бересты и лишайников. Весь строительный материал прочно скреплён нитями паутины, благодаря чему стенки приобретают большую плотность. Подстилка в гнезде из перьев, шерсти, иногда из золотистых нитей плодоножек кукушкина льна. Облицовка замечательно маскирует гнездо, и обнаружить его на фоне коры дерева или среди хвои непросто.

### Форма и размеры гнезда
Гнездо зяблика — это плотная глубокая чашечка, сплетённая в основном из сухих травинок, тонких прутиков и мха. Диаметр гнезда 90—105 мм, высота гнезда 50—80 мм, диаметр лотка 50—70 мм, глубина лотка 30—50 мм.

## Вокализация
Обычно видовая песня зяблика представлена трелью, заканчивающейся «росчерком» (коротким резким звуком) в конце. Трели предшествуют начальные, более тонкие свистовые звуки. Поэтому песню зяблика можно разделить на три последовательные части — запев, трель, росчерк. Такая структура песни характерна для всех взрослых самцов (самка зяблика обычно вокально не реализуется). Вся песня обычно длится около 2—3 секунд, после паузы (7—10 секунд) песня снова повторяется.
Молодые самцы зяблика (первогодки) имеют упрощённую, однородную по структуре видовую песню (субпесню), в которой не выделяются три описанные части. Подобная же субпесня на протяжении всей жизни может присутствовать у самок зяблика. Предполагается, что развитие нормальной видовой песни у самцов происходит под действием тестостерона (полового гормона). Нормальная (сложная, дифференцированная) структура видовой песни приобретается молодыми самцами (после становления на крыло) в результате обучения — копирования песни старших самцов своего вида, а также «взаимного обучения» самцов-одногодок — перекличка. Песни могут изменяться (песенная импровизация), причём создаются разные варианты (типы) видовой песни, хорошо отличимые при просмотре на сонограмме. Репертуар одного зяблика может включать 1—6 (10) вариантов песни, исполняемых поочерёдно. Обычно самцы при пении в группе исполняют только 2—3 типа песен; в популяции можно встретить в среднем 20 типов видовой песни. Подобная вокальная изменчивость наблюдается у многих видов воробьиных птиц.
Язык зябликов содержит следующие сигналы:
- тюп — сигнал взлёта;
- чиньк — социальный сигнал;
- бьюз — агрессивный сигнал;
- ксип — сигнал ухаживания;
- чирп — сигнал ухаживания;
- сиип — сигнал ухаживания;
- сиип — сигнал попрошайничества гнездового птенца;
- чирруп — сигнал попрошайничества у слётка;
- тью — сигнал тревоги молодой птицы;
- сии — сигнал тревоги вверху;
- хьют — сигнал тревоги внизу.

## Этимология
Зя́блица «самка зяблика»; от зябнуть «потому что зяблик появляется уже с первым таянием снега и улетает только с наступлением зимы» — неубедительно, как и от лит. žibù, žibė́ti «блестеть, светить»[стиль].

## Содержание
Из-за звонкой песни зябликов часто раньше содержали в неволе. Однако сейчас это встречается все меньше. Основная причина — необходимость постоянно держать клетку с птицей зашторенной из-за крайней пугливости зяблика.
Зяблик относится к числу животных с большим диапазоном приспособляемости, синантропный вид. Зяблик — объект генетических исследований (хромосомы типа ламповых щёток, геномные исследования).

## Состязание зябликов
Состязание зябликов (в пении) — ежегодный праздник в Гарце, проводящийся в период пения зябликов — обычно с конца февраля до начала июля. Существует определённый ритуал подготовки и проведения праздника: для тренировки своих птиц хозяева ночью отправляются в лес с клетками, закрытыми белыми платочками. Приручённые зяблики, услышав пение своих лесных собратьев, подражают их «голосу». Состязание проводится рано утром, длится примерно 30 минут в несколько этапов. За это время определяется не качество и структура «голоса», а выдержка и интенсивность за определённый промежуток времени, например за 5 минут. «Колена» в пении птиц настолько отличаются друг от друга и для каждого из них издавна существуют народные обозначения. Во время состязания клетки с зябликами также закрыты белыми платочками. Хозяин птицы, победивший в состязании, становится «королём зябликов», прошлогоднего короля торжественно доставляют в карете на бал друзей зябликов. Ловля зябликов и любовь к их пению имеют в Гарце тысячелетнюю традицию, о чём свидетельствуют легенда, связанная с коронованием Генриха I. Известно также, что в прежние времена горняки брали с собой в шахту этих птиц, которые заранее реагировали на приближающиеся обвалы и взрывы и своим беспокойным поведением предупреждали людей об опасности.

## Галерея

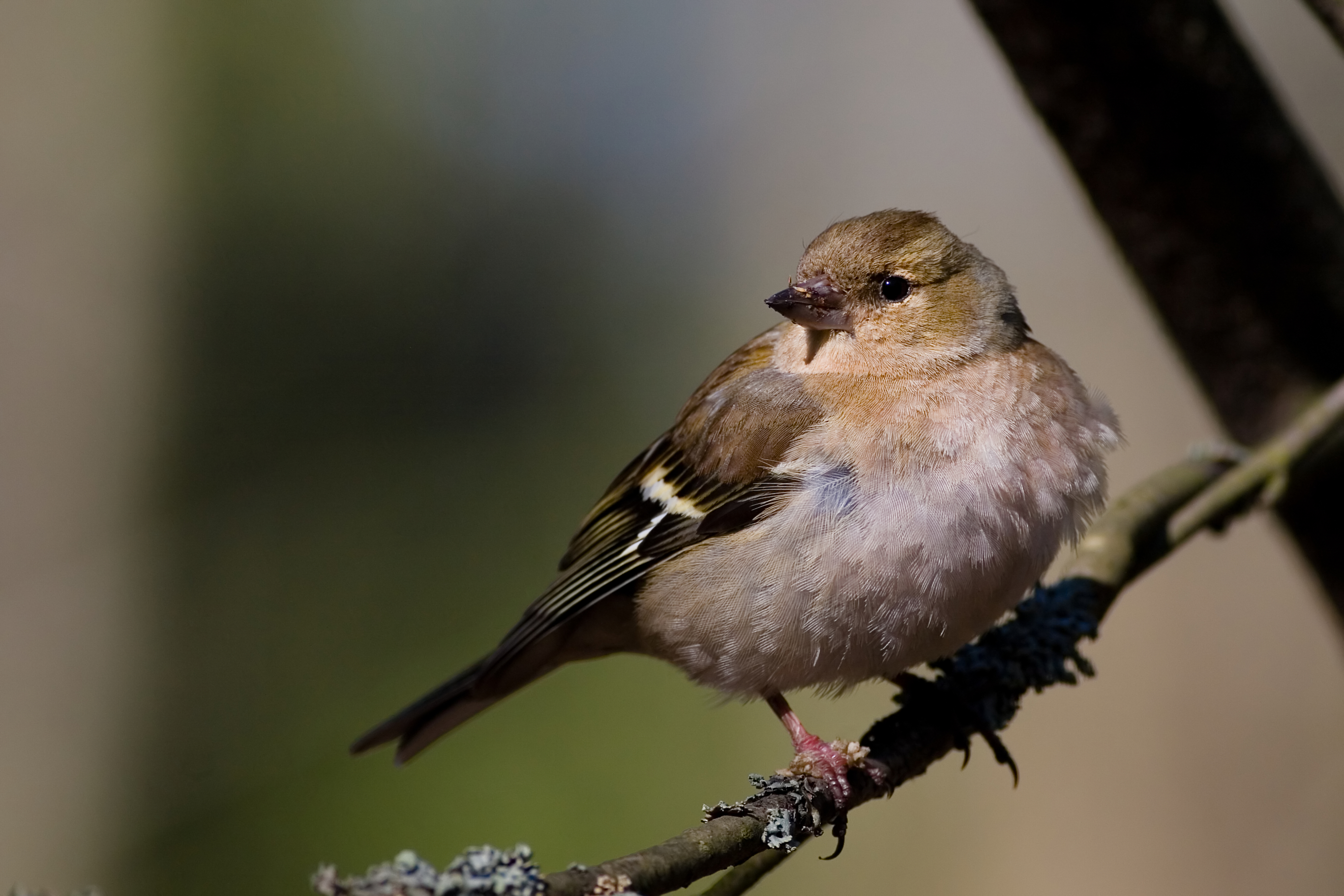
Самка
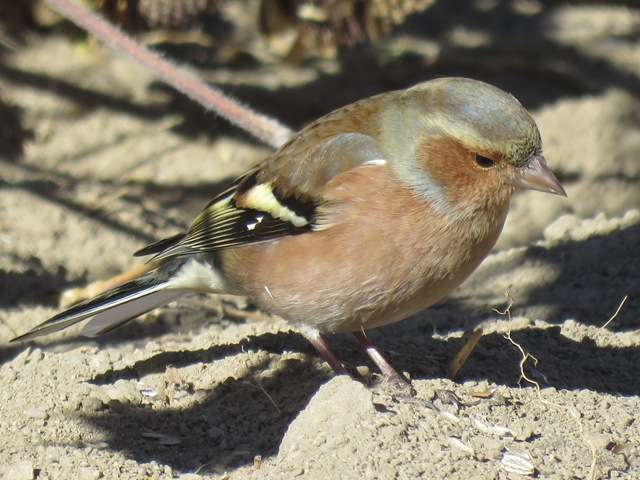
Самец в Ладакхе
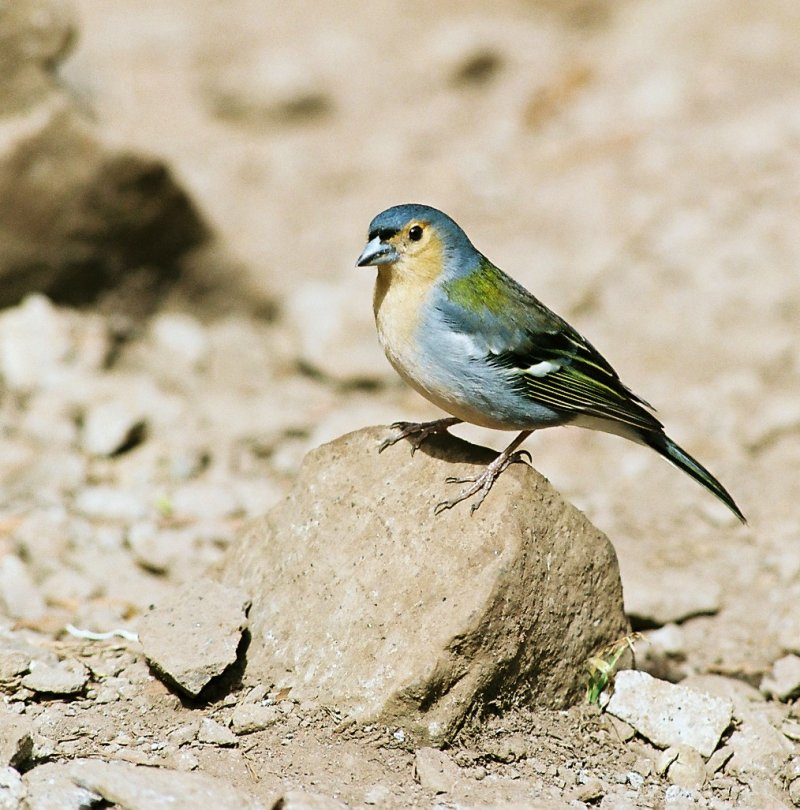
Мадейранский зяблик[англ.]
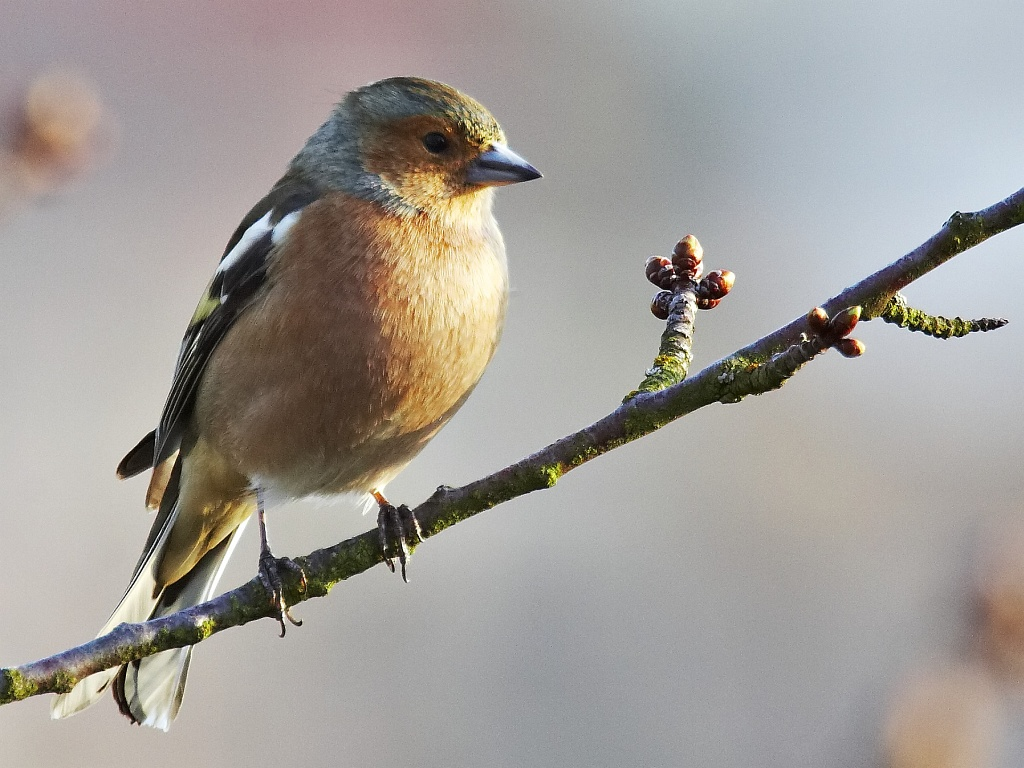
Самец
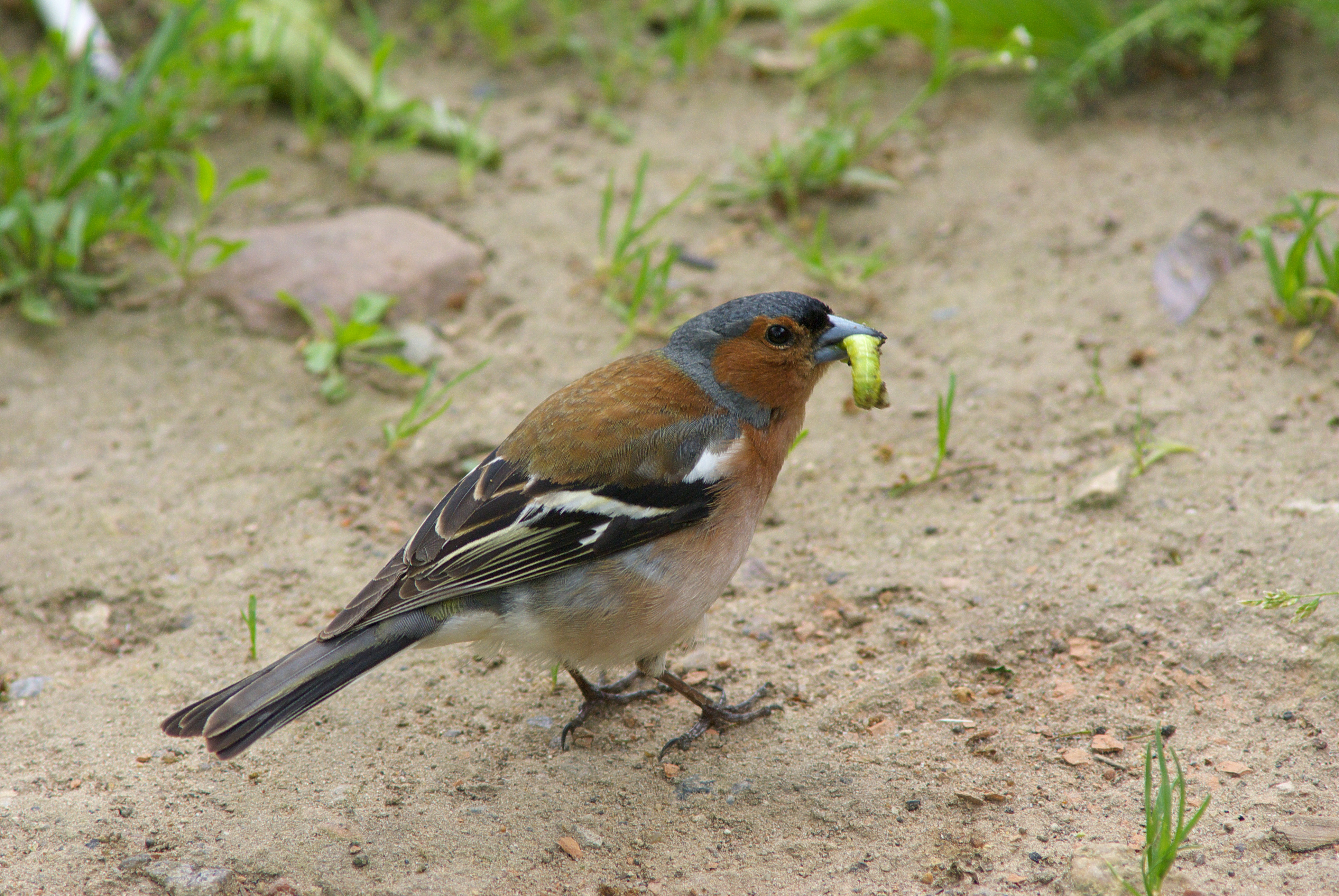
Поедание гусеницы
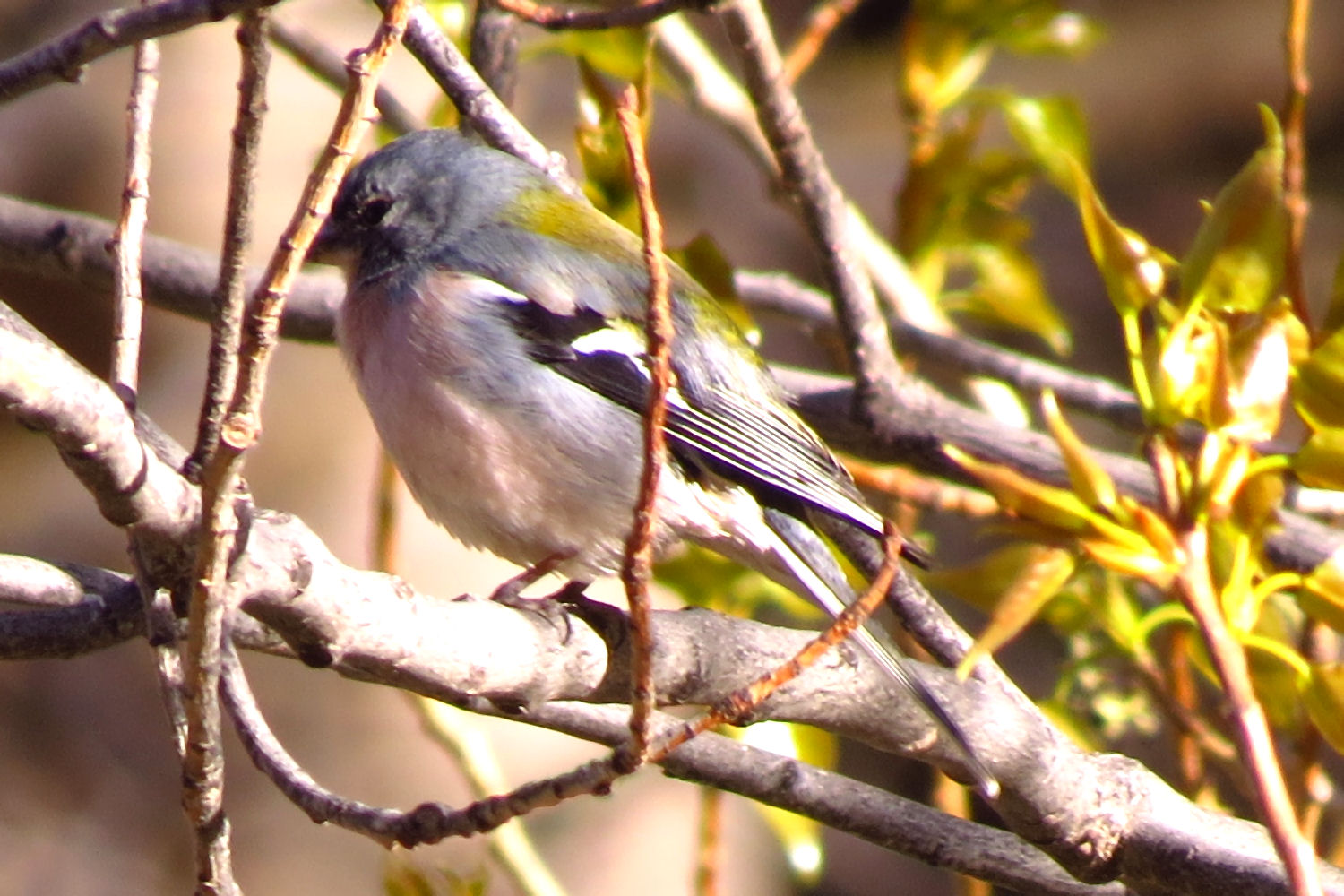
Зяблик Атласа (F. сoelebs africana), самец
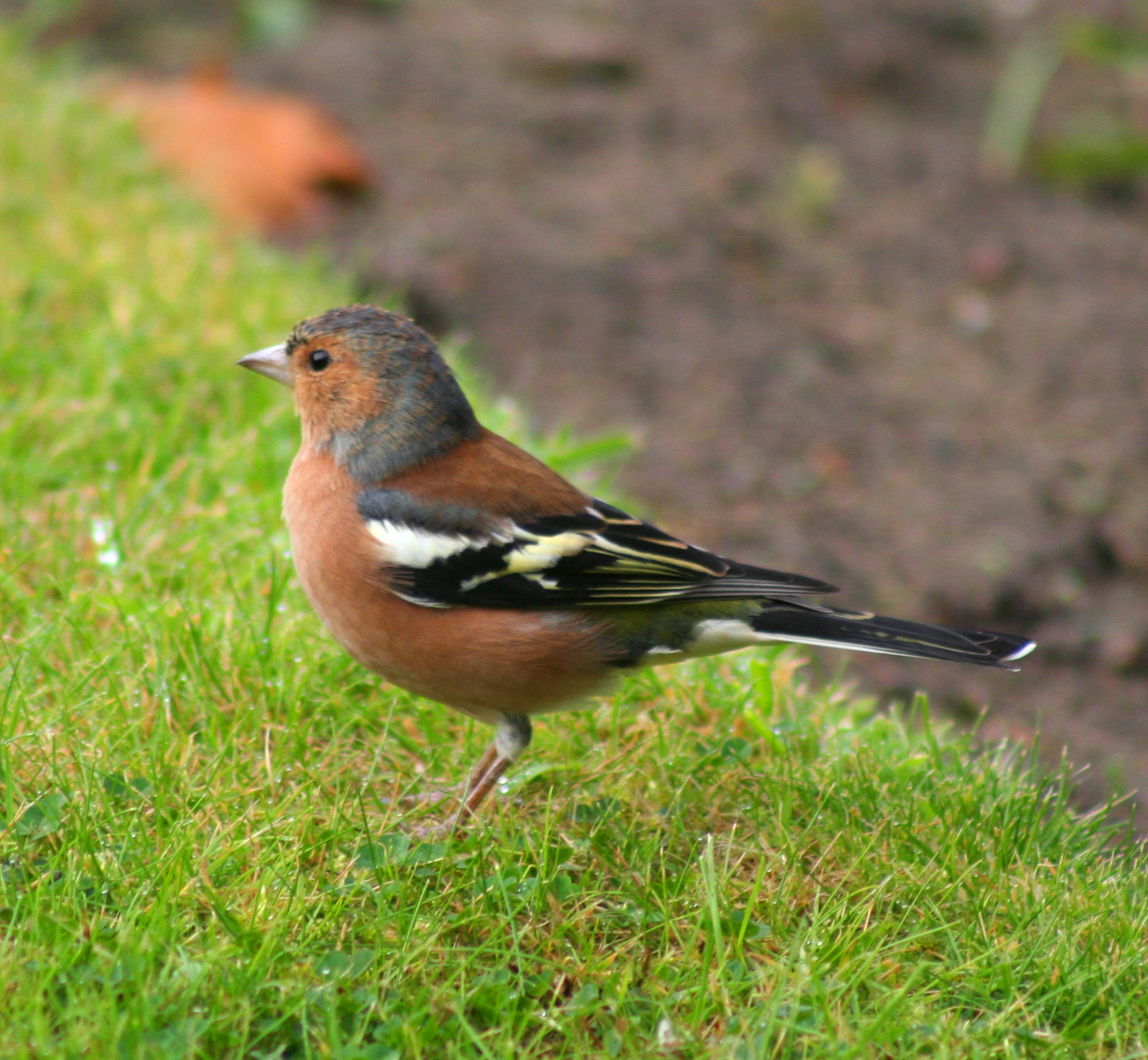
F. coelebs gengleri
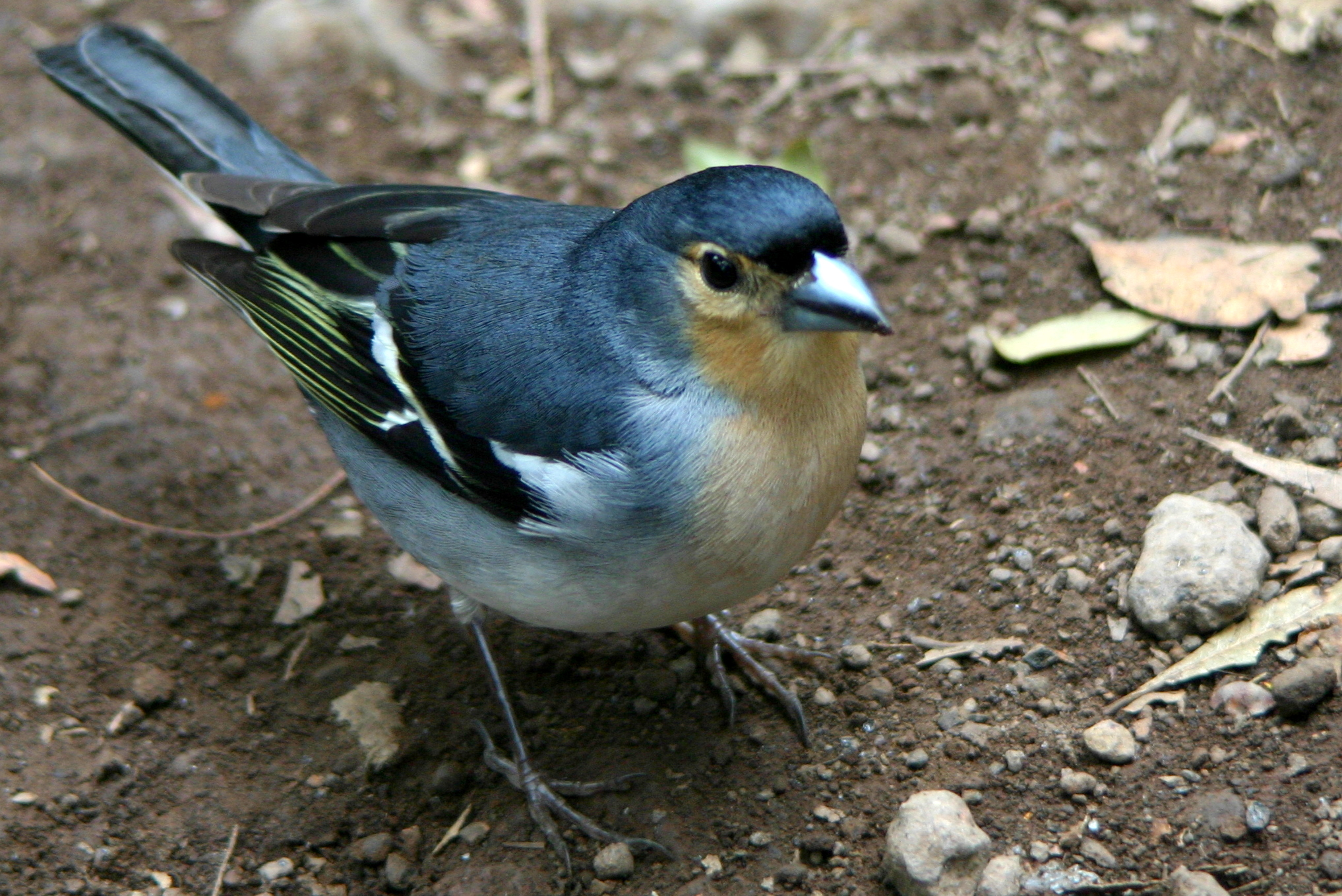
Пальмский зяблик (F. canariensis palmae)